# کوتالان
کوتالان، روستایی است از توابع بخش مرکزی شهرستان ارومیه و در شهرستان ارومیه استان آذربایجان غربی ایران. 

## جمعیت
این روستا در دهستان روضه‌چای قرار داشته و بر اساس سرشماری سال ۱۳۸۵ جمعیت آن برابر با ۲۴۲ نفر (۵۳ خانوار) بوده‌است.